# Pantufo
Pantufo o Pantufu és una vila de São Tomé i Príncipe. Es troba al districte de Água Grande, al nord de l'illa de São Tomé. La seva població és de 1.119 (2008 est.). És considerat l'únic assentament urbà al país, a part de la capital. L'origen del nom és angolès.
El turisme és la principal indústria, la seva ubicació es troba a 6 km al sud de l'aeroport internacional de São Tomé.

## Evolució demogràfica
- 2001: 1,929
- 2008: 1,119

## Equips de futbol
- Futebol Club Aliança Nacional

## Punts d'interès
- Campo de Pantufo - estadi de l'Aliança Nacional i d'UDESCAI